# Corydalis leptocarpa
Corydalis leptocarpa är en vallmoväxtart som beskrevs av Joseph Dalton Hooker och Thoms.. Corydalis leptocarpa ingår i släktet nunneörter, och familjen vallmoväxter. Inga underarter finns listade i Catalogue of Life.